# Швеглер, Кристиан
Кристиан Швеглер (нем. Christian Schwegler; род. 6 июня 1984[…], Эттисвиль, Люцерн) — швейцарский футболист, правый защитник. Был известен своими вбрасываниями аутов на длинные дистанции. Старший брат Пирмина Швеглера.

## Биография
Во взрослом футболе дебютировал в 2003 году за швейцарский клуб «Люцерн», в котором выступал два сезона. В нём он провёл 99 матчей в чемпионате, в большинстве игр выходя в основе.
В течение 2005 года играл за немецкую «Арминию» из Билефельда.
Своей игрой за последнюю команду привлёк внимание представителей тренерского штаба клуба «Янг Бойз», в который перешёл в 2006 году. Здесь он провёл три сезона, в основном также выходя в основе.
В состав клуба «Ред Булл» Швеглер попал в 2009 году. И к 2016 году он успел сыграть за команду из Зальцбурга около 150 матчей в национальном чемпионате.

## Достижения
«Ред Булл»
- Чемпион Австрии (5): 2009/10, 2011/12, 2013/14, 2014/15, 2015/16, 2016/17
- Обладатель Кубка Австрии (4): 2011/12, 2013/14, 2014/15, 2015/16